# ブライアン・ペレア
ブライアン・アンドレス・ペレア・バルガス（Brayan Andrés Perea Vargas 、1993年2月25日 - ）は、コロンビア・サンティアゴ・デ・カリ出身のプロサッカー選手。POFKボテフ・ヴラツァ所属。ポジションはフォワード。

## 経歴

### デポルティーボ・カリ
地元クラブのデポルティーボ・カリで育成され、2011年9月のボヤカ・チコFC戦でトップチームデビュー。当初は出場機会が限られていたが、徐々に出場機会を増やし2013年シーズンにはレギュラーに定着した。

### ラツィオ
2013年2月、セリエAのSSラツィオに移籍。契約は5年で移籍金は250万ユーロ。9月のカルチョ・カターニア戦で途中出場し加入後初出場。UEFAヨーロッパリーグ・トラブゾンスポル戦では2ゴールを挙げた（結果は3-3のドロー）。10月のアタランタBC戦でリーグ戦初ゴール。
しかしポジション確保には至らず、ペルージャ・カルチョ、トロワAC、CDルーゴと立て続けにレンタルに出された。

### インデペンディエンテ・サンタフェ
2019年1月27日、インデペンディエンテ・サンタフェに移籍した。

### ボテフ・ヴラツァ
2022年、POFKボテフ・ヴラツァに加入した。

## 代表歴
コロンビア代表の一員として南米ユース選手権2013、2013 FIFA U-20ワールドカップに参加した。

## タイトル

### 代表
- 南米ユース選手権 (1): 2013